# Bruna de los Pirineos
La bruna de los Pirineos es una raza española de ganado vacuno, propia de varias comarcas catalanas.
La palabra catalana bruna hace referencia al color pardo de la capa.

## Origen e historia
La raza bovina bruna de los Pirineos es el resultado del cruzamiento y posterior absorción de ciertas poblaciones bovinas, tal vez del ecotipo de la raza pirenaica, según parece desprenderse de textos y grabados antiguos, con vacas de raza pardo alpina.
En 1880 hubo una primera importación al Valle de Arán de ejemplares de pardo alpina que se cruzaron con vacas autóctonas, dando lugar a un animal de triple aptitud, carne, leche y trabajo. Esta práctica se extendió pronto a las comarcas vecinas. Las primeras fuentes escritas de la introducción de la pardo alpina datan de 1922.
En la década de 1980, ante su baja productividad lechera, la selección de la raza se orientó hacia la producción cárnica, diferenciándose cada vez más de la pardo alpina, ya de doble esta de aptitud leche carne.

## Morfología
Es una raza perteneciente al tronco alpino. De capa parda monocolor con distintas tonalidades  y degradaciones en ojos, morro, axilas, ubre, bajo vientre, cara interna de las extremidades y perineo. En la línea dorsolumbar es frecuente un listón degradado, más marcado en los machos. El extremo de la cola es más oscuro que la capa. El morro es negro. Tiene proporciones armónicas, es eumétrica, tendiendo a ser longilínea. 
Cuernos en forma de lira baja, de sección redonda y de color blancuzco con puntas negras.
Altura a la cruz de 142 cm los machos y 140 las hembras. Peso de 1050 kg los machos y 600 las hembras. 

## Características
Es rústica, soportando condiciones climáticas adversas siempre que encuentren el suficiente aporte alimentario para subsistir. Maternal, con una producción lechera suficiente para el ternero. Buena fertilidad y facilidad para el parto. Dócil. 
Precocidad media. Adecuada para el pastoreo.
Longeva. Nueve años de duración media de la vida productiva.
Rendimiento a la canal del 61 %.
Reproducción por monta natural, generalmente en primavera, con partos a principios del año siguiente.

## Explotación
Está adaptada a las condiciones de montaña.
Se usa para la producción cárnica en régimen extensivo en su medio natural. Trashumancia entre valles y montaña según las estaciones del año. Para la producción cárnica, los terneros se tienen en cebadero.
En invierno se mantienen en régimen de semiestabulación en los valles, combinando la alimentación pastoril con el aporte de heno, ensilado y forraje.
Se ha detectado la presencia del gen culón que determina un desarrollo muscular adecuado, sin llegar a perjudicarse la facilidad para los partos.

## Distribución geográfica
Es una vaca propia de los Pirineos catalanes, distribuida en el Valle de Arán, Alta Ribagorza, Alto Ampurdán, Alto Urgel, Berguedá, Cerdaña, La Garrocha, Pallars Sobirá, Pallars Jussá, Ripollés y Solsonés.